# Papilio bridgei
Espèce
Papilio bridgei ou Machaon de Bridge est une espèce de lépidoptères (papillons) de la famille des Papilionidae. L'espèce vit dans les Îles Salomon et sur l'île Bougainville en Papouasie-Nouvelle-Guinée.

## Description

### Mâle
L'envergure est d'environ 118 mm. À l'avers les ailes sont noires et semblent tirer sur le vert sous certaines lumières. Les ailes antérieures portent une bande formée de huit macules blanc verdâtre, courbée vers l'intérieur de l'aile. La base de la cellule et l'apex sont saupoudrées de quelques écailles jaunâtres. Les ailes postérieures n'ont pas de queues. Elles portent une large bande transversale blanc verdâtre qui englobe la partie inférieure de la cellule et s'étend le long de la marge supérieure de l'aile.
Au revers les ailes sont noires. Les ailes antérieures portent quelques écailles blanchâtres à l'apex. Les ailes postérieures portent des lunules blanches marginales, une série de sept macules submarginales orange rosâtres, surmontées de sept lunules bleuâtres mal définies.

### Femelle
La femelle a des ailes marron foncé. À l'avers les ailes antérieures portent dans la cellule une macule jaunâtre aux contours flous. Les espaces intraveineux sont plus claires et les ailes sont bordées de macules marginales blanc crème. Les ailes postérieures n'ont pas de queues. Elles portent une large macule blanc crème, une série de macules submarginales et une série de macules marginales de même couleur.

Le revers est assez similaire à l'avers, mais les motifs clairs des ailes antérieures sont plus marquées. Les ailes postérieures portent des lunules bleues mal définies entre la grande macule centrale et la série de macules submarginales. Les macules submarginales sont orangées.

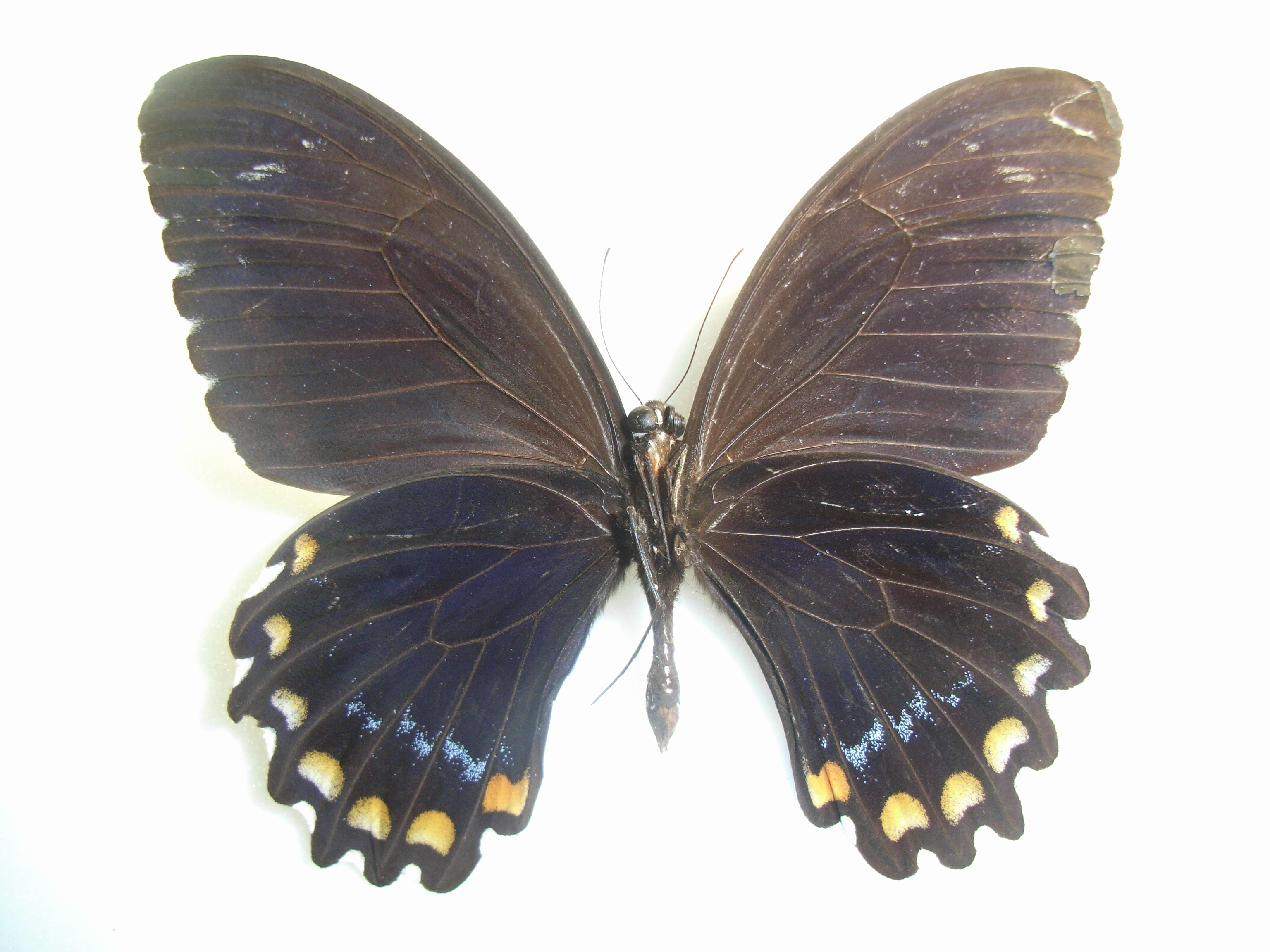
Mâle, revers.
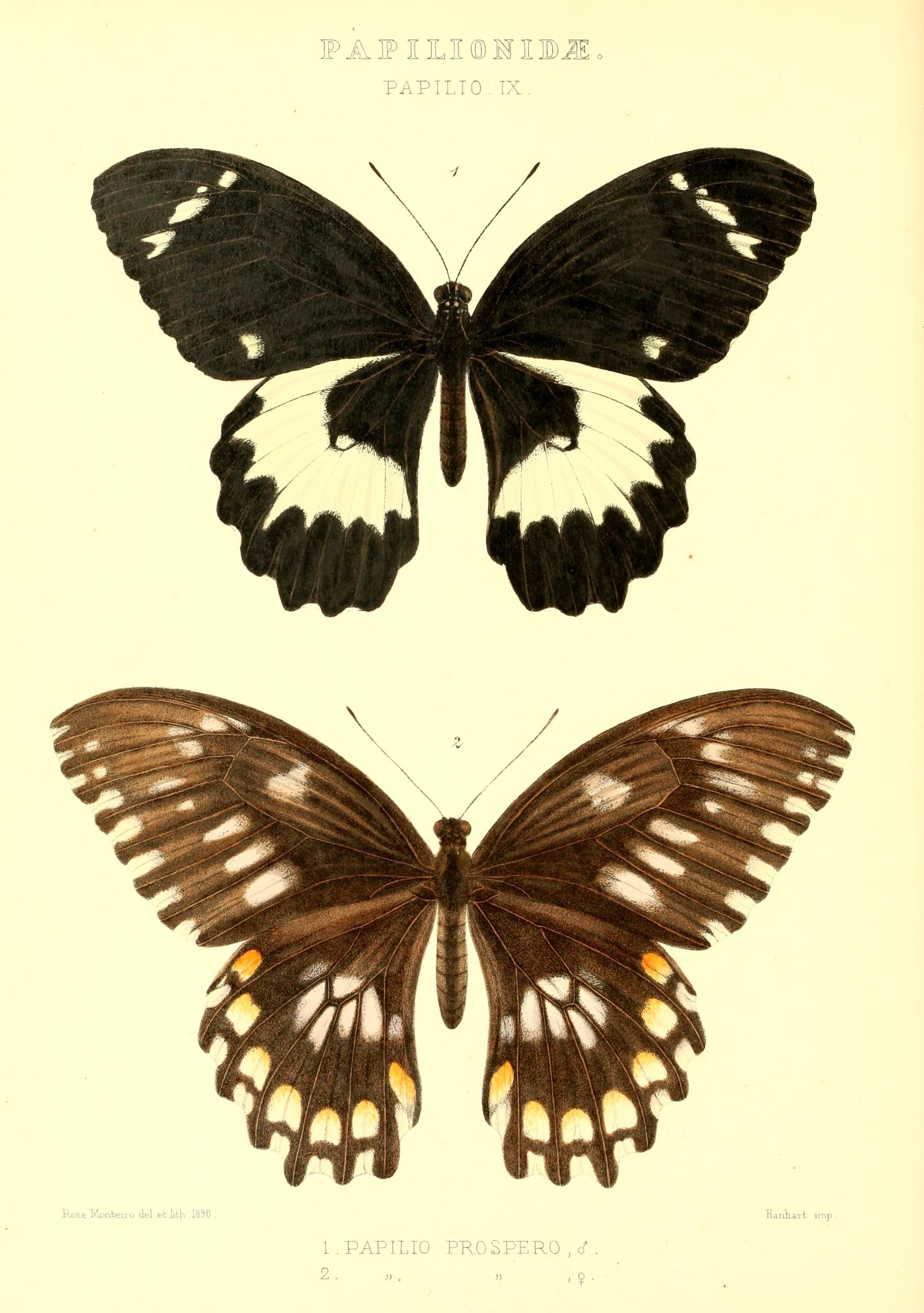
Mâle, avers (en haut) et femelle, avers (en bas).

## Écologie
La femelle pond ses oeufs sur la plante-hôte. Cette espèce utilise comme plante-hôte des espèces appartenant au genre Citrus. Les chenilles se nourrissent des feuilles de la plante-hôte puis se transforment en chrysalide.

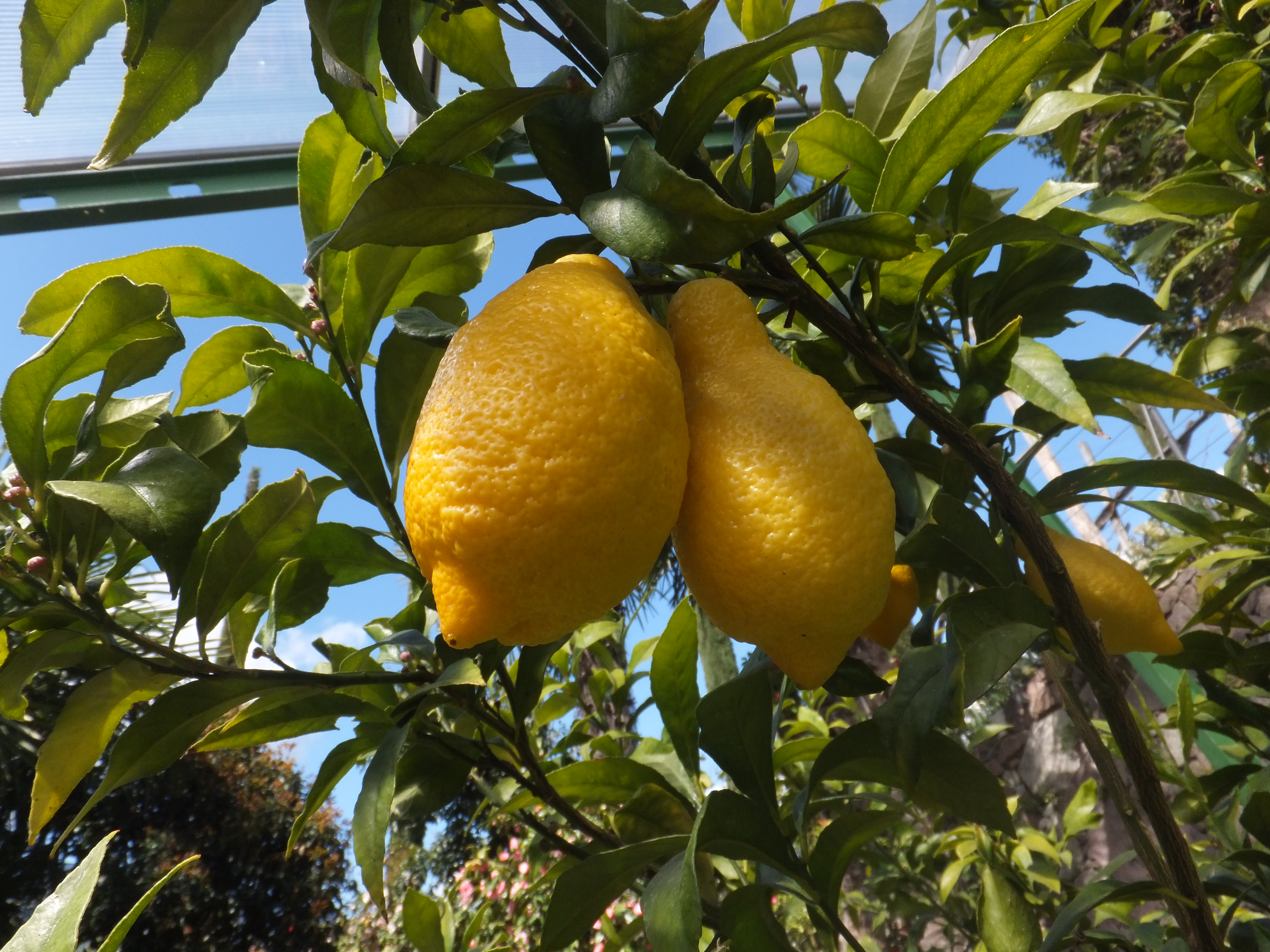
Citrus limon (citronnier), plante-hôte possible.

## Habitat et répartition
Papilio bridgei est présent dans les îles Salomon (à l'exception des îles Santa Cruz) et sur l'île Bougainville en Papouasie-Nouvelle-Guinée. L'espèce vit dans les forêts épaisses.

Emplacement  des Îles Salomon.
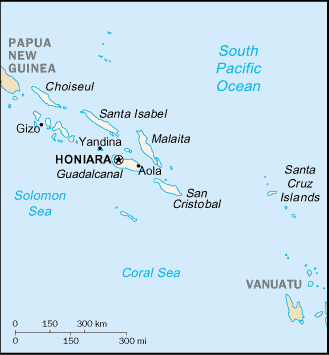
carte des Îles Salomon.
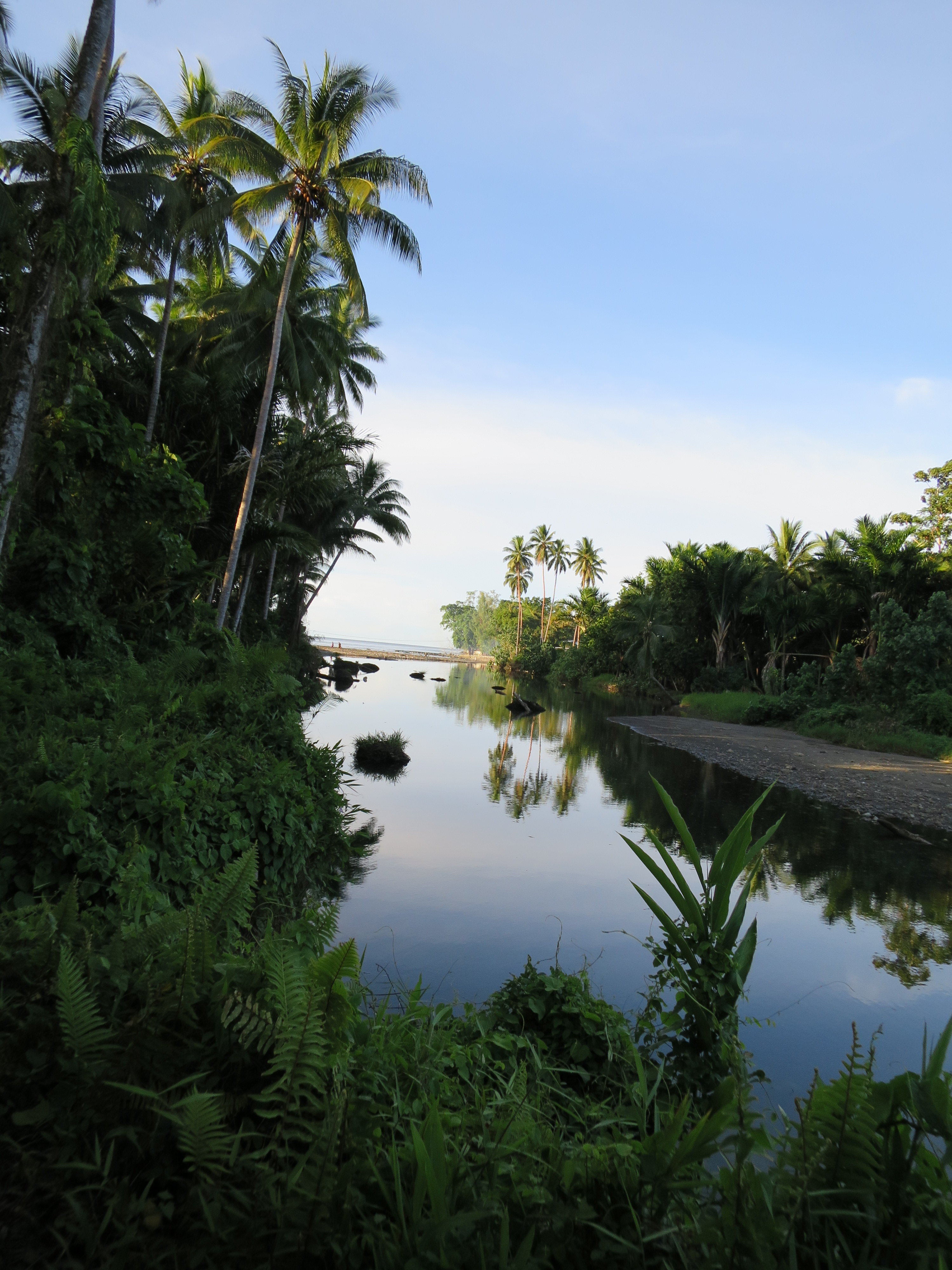
Forêt pluviale des Îles Salomon le long de la rivière Kirakira.

## Systématique
L'espèce Papilio bridgei a été décrite pour la première fois en 1886 par Gervase Mathew dans Proceedings of the general meetings for scientific business of the Zoological Society of London, à partir d'un spécimen mâle des îles du Trésor. L'espèce a été nommé en l'honneur du capitaine Cyprian A. G. Bridge qui commandait le H.M. Espiègle pendant son exploration des îles de l'ouest du Pacifique.

### Sous-espèces[2]
- Papilio bridgei bridgei : Bougainville, Choiseul, Santa Isabel, Shortland, îles du Trésor, Fauro.
- Papilio bridgei ortegae Rothschild : îles Florida.
- Papilio bridgei hecataeus Godman & Salvin, 1888 : Guadalcanal.
- Papilio bridgei  tryoni Mathew, 1889 : Ugi, San Cristobal.
- Papilio bridgei prospero Grose-Smith, 1889 : Groupe de l'île de Nouvelle-Géorgie.

## Papilio bridgei et l'Homme

### Menaces et conservation
Papilio bridgei n'est pas évalué par l'UICN et son statut est inconnu. En 1985 l'espèce était considérée comme commune et non menacée.